# Dagfinn Føllesdal
Dagfinn Føllesdal (auch Follesdal geschrieben) (* 22. Juni 1932 in Askim, Norwegen) war Professor für Philosophie an der Stanford University (1968–2011) und Professor Emeritus an der Universität Oslo. 2006 erhielt er den Lauener Preis für analytische Philosophie.
Føllesdal hat zahlreiche teils vielbeachtete Beiträge geleistet zu Themen der Sprachphilosophie, Phänomenologie, des Existentialismus und der Hermeneutik. Viele seiner Arbeiten nehmen sowohl an zeitgenössischen systematischen analytischen Debatten teil und rekonstruieren andererseits Positionen kontinentaler Klassiker, v. a. der eben genannten Schulen.
Føllesdal studierte in Harvard u. a. bei Willard Van Orman Quine.
Er ist seit 2003 korrespondierendes Mitglied der Akademie der Wissenschaften zu Göttingen.

## Werke (in Auswahl)
- (1967) Knowledge, Identity and Existence, Theoria 33, 1-27.
- (1968) Quine on Modality, Synthese 19/1-2, 147-157.
- (1969) Husserl's Notion of Noema, Journal of Philosophy 66/20, 680-687.
- (1971) Quantification into Causal Contexts, in: Leonard Linksy (Hg.): Reference and Modality. Oxford Readings in Philosophy. Oxford: Oxford University Press
- (1972) Indeterminacy of Translation and Under-Determination of the Theory of Nature, Dialectica 27, 289-301.
- (1974) Husserl's Theory of Perception, Ajatus 36, 95-103.
- (1979) Hermeneutics and the Hypothetico-Deductive Method, Dialectica 33/3-4, 319-336.
- (1981) La liberté chez Sartre, Revue Internationale de Philosophie 35/1, 41-; Sartre on Freedom, in: Paul Schlipp (Hg.): The Philosophy of Jean-Paul Sartre, La Salle: Open Court 392-407
- (1982) The Status of Rationality Assumptions in Interpretation and in the Explanation of Action, Dialectica 36/4, 301-316.
- (1984) (mit Guttorm Floistad): Communication and Convention, Synthese 59/1, 3-.
- (1990) Noema and Meaning in Husserl, Philosophy and Phenomenological Research 50/Suppl., 263-271.
- (1991) mit Jitendra Nath Mohanty, Thomas M. Seebohm (Hgg.): Phenomenology and the Formal Sciences. Contributions to Phenomenology, 8. Dordrecht & Boston: Kluwer
- (1994) Comments on Quine, Prawitz, Hintikka and Sandu, and Smith, Synthese 98/1, 175-186.
- (1996) Analytic Philosophy: What Is It and Why Should One Engage in It?, Ratio 9/3, 193-208. / (1997) Was ist analytische Philosophie?, in: Georg Meggle (Hg.): Analyomen 2, Bd. I: Logic, Epistemology, Philosophy of Science. Berlin: de Gruyter.
- (1999) Mind and Meaning, Philosophical Studies 94/1-2, 139-149.